# Il giorno della bestia
Il giorno della bestia (El día de la bestia) è un film del 1995 diretto da Álex de la Iglesia. Ha vinto sei Premi Goya su quattordici candidature.

## Trama
Padre Ángel Berriartúa, prete e insegnante di teologia, si confessa con un altro prete che ha intenzione di commettere più male possibile. L'altro prete è scioccato dalle sue parole, finché Ángel non gli sussurra nell'orecchio il motivo e accetta di aiutarlo, ma lo avverte che il nemico è potente, li distruggerebbe in un attimo e potrebbe avere ascoltato la loro conversazione. A quel punto un'enorme croce sull'altare della chiesa gli cade addosso stritolandolo.
Ángel si reca ai bassifondi di Madrid commettendo lungo la strada una serie di crimini peccaminosi come rubare i soldi di un mendicante, spintonare una statua vivente ferendola e augurando a un morente uomo coinvolto in un incidente stradale di marcire all'inferno prima di rubargli il portafogli. In un negozio di dischi dove cerca musica con un "messaggio", Ángel conosce José María, un metallaro fanatico e satanista autodefinito che gli regala una cassetta del suo gruppo Death Metal preferito Satannica sostenendo che contiene un messaggio dietro l'altro e gli offre asilo alla pensione gestita da sua madre Rosario, dove vive con lei, suo nonno e Mina, una donna che aiuta Rosario di cui è attratto.
Il giorno seguente Ángel ruba una copia del libro del "Professor Cavan", un veggente/investigatore dell'occulto televisivo che seguono Rosario e Mina, ma viene fermato dagli uomini della sicurezza e portato dinanzi al direttore del negozio. Ángel cerca di spiegare all'uomo di avere studiato l'Apocalisse di Giovanni scoprendo un codice segreto nella Bibbia che rivela la data dell'arrivo dell'Anticristo, che secondo la sua teoria accadrà quella stessa notte, il 25 Dicembre 1995. Il direttore non gli crede e Ángel è costretto a tramortirlo per scappare, ma tornato al suo alloggio ci capisce poco niente del libro dell'occultista.
José decide di aiutare Padre Ángel e insieme pedinano il Professor Cavan fino alla sua abitazione nell'Edificio Carrión. Ángel irrompe e prende in ostaggio Cavan per farsi spiegare come evocare il demonio e vendere la propria anima per scoprire dove nascerà l'Anticristo, in modo da raggiungerlo e ucciderlo prima dell'alba per evitare il "Giorno della Bestia", la fine del mondo. Costretto con la violenza, Cavan spiega che per l'evocazione avrà bisogno del sangue di una vergine. Ángel e José prendono in ostaggio anche la fidanzata di Cavan, Susanna, ma alla rivelazione che non è vergine, Ángel torna alla pensione per prendere il sangue di Mina dopo averla drogata. Nel farlo si scontra violentemente con Rosario che lo ferisce ad un orecchio, ma riesce a sfuggirle dopo averla fatta cadere dalle scale.
Seguendo le istruzioni per l'evocazione, Ángel, José e Cavan mangiano delle ostie inzuppate nell'intruglio di sangue, acqua e LSD rimanendo all'interno di un pentacolo protettivo. In primo luogo non succede niente e Cavan insiste che la sua professione è solo una messinscena per i superstiziosi, ma poi appare un caprone nero che si alza su due zampe dinanzi ad Ángel quando fuoriesce dal pentacolo, prima di andarsene. Cavan manda Susanna a casa, mentre José compone con le lettere rimaste leggibili sui pezzi di un foglio bruciato un messaggio del demonio che dice "questo non è un gioco". I tre sono costretti a scappare dalla finestra quando sentono qualcosa che bussa alla porta e all'arrivo della polizia richiamata da Susanna.
Durante la fuga Cavan ha una terribile caduta dal palazzo per colpa di José, ancora euforico sotto l'effetto dell'allucinogeno, e viene separato dagli altri due, che nel frattempo entrano alla conferenza di un uomo che parla delle profezie di Nostradamus, qui causano scompiglio che si scatena in un inseguimento con la polizia per le strade che culmina quando tre uomini vestiti come i Re Magi vengono accidentalmente uccisi dagli agenti. Ángel confessa di avere provocato la morte di Rosario a José, che decide di andare a prendere il nonno. Mentre è solo, Ángel si reca al concerto dei Satannica per trovare indizi sull'Anticristo, dove viene picchiato per essersi avvicinato a una ragazza incinta. Cavan va in televisione e richiama Ángel dicendogli di sapere dove nascerà l'Anticristo. Ángel, stanco e ferito, crede di sbagliarsi su tutto e vuole farsi consegnare alla polizia, ma Cavan insiste e li raggiunge in macchina.
Cavan dimostra di avere scoperto il marchio del Diavolo, che corrisponde alle torri pendenti di Puerta de Europa, ragionando sul fatto che le chiese hanno la pianta a forma di croce, quindi le torri a forma di marchio devono essere il tempio di Satana dove nascerà l'Anticristo. Giunti alle torri, dove trovano una coppia di barboni che hanno un figlio neonato creduto l'Anticristo, i tre vengono assaliti da dei teppisti di ceto medio-borghese che per tutto il film hanno ucciso vagabondi e scritto "limpia Madrid" (pulire Madrid) sui muri. Uno di essi prende le sembianze caprine del Diavolo e uccide José facendolo precipitare dalla torre, mentre i teppisti uccidono la coppia di vagabondi, incluso il loro neonato, e danno fuoco a Cavan. Ángel li uccide a colpi di pistola e salva Cavan, per poi sparare al Diavolo quando ricompare (tuttavia non è chiaro se l'ha fatto davvero o è solo drogato e ha ucciso l'ultimo teppista e il caprone appartenuto ai vagabondi).
Qualche tempo dopo, un altro attore rimpiazza il Professor Cavan (il cui vero nome era Ennio Lombardi) e continua il suo programma sull'occulto mentre il "vero" Cavan, che adesso è diventato un senzatetto con Ángel, si lamenta che nessuno saprà mai che hanno salvato il mondo. Ad Ángel dispiace la morte di José e si rassegna alla nuova vita da vagabondo con Ennio.

## Riconoscimenti
- Premi Goya 1996
  - Miglior regista
  - Miglior attore rivelazione (Santiago Segura)
  - Miglior scenografia
  - Miglior trucco e acconciatura
  - Miglior sonoro
  - Migliori effetti speciali
- 1996 - Festival di Bruxelles
  - Corvo d'oro per il miglior film
- 1996 - Festival di Gérardmer
  - Gran premio per il miglior film
- 1996 - Méliès d'oro